# Bankoko (Mbunya)
 (octobre 2023).
Bankoko est l'un des huit quartiers de la commune de Mbunya, l'une des trois communes de la ville de Bunia, chef-lieu de la province de l'Ituri au nord-est de la République démocratique du Congo.
Le quartier est traversé du sud-est au nord-ouest par le boulevard Sasa qui mène du centre-ville à l'aéroport.
Peuplé en partie de familles de militaires, sa population est estimée à 68 000 habitants en 2022. Le quartier abrite, entre autres, la concession de l'aéroport de Bunia, un commissariat de police, le camp de Police militaire et la prison centrale de Bunia.

## Géographie

### Situation
Le quartier de Bankoko se situe dans le centre-nord de la commune de Mbunya.

### Quartiers limitrophes
Bankoko est limitrophe avec les quartiers de Mbunya suivants :

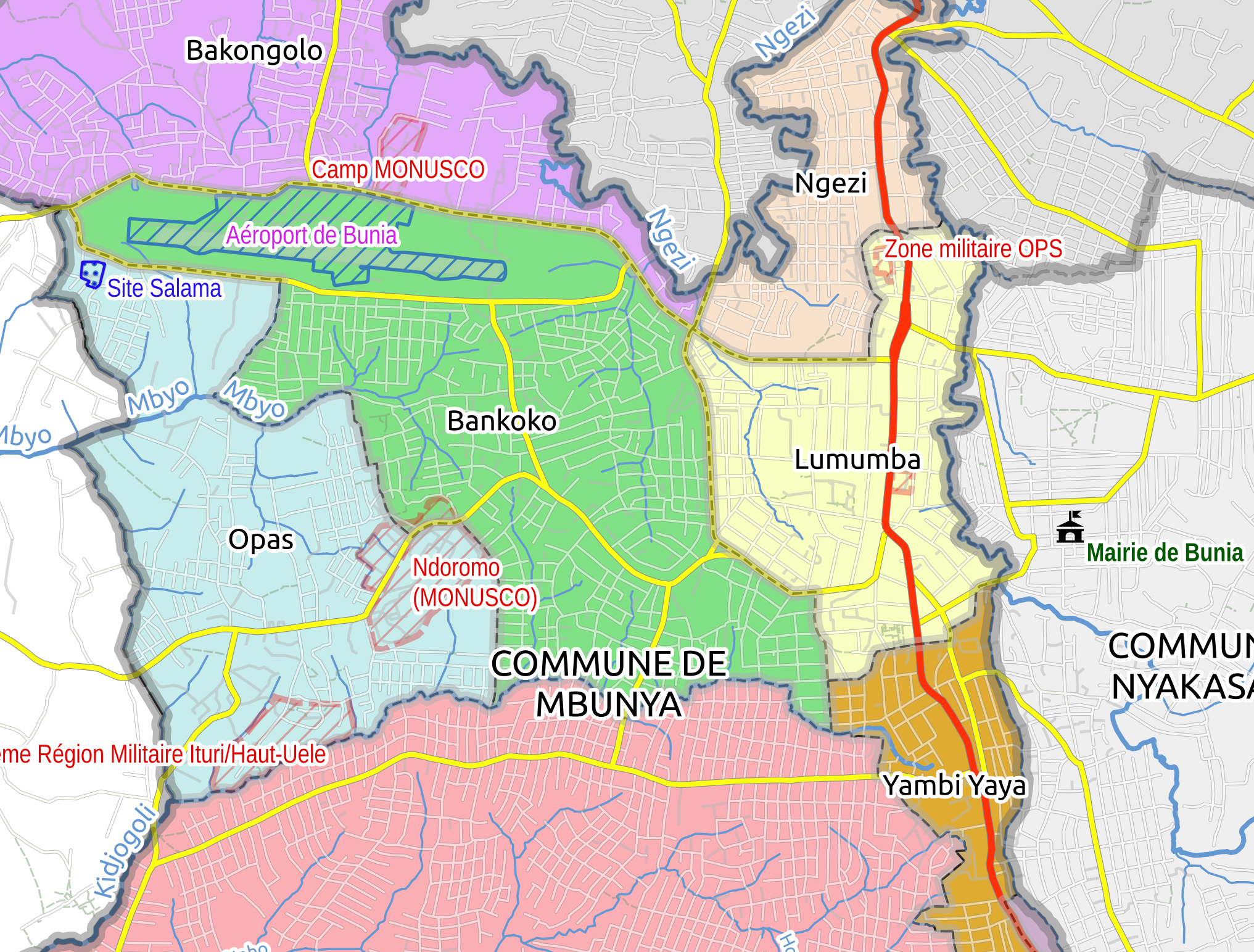

La superficie totale de Bankoko est de 6,45 km2.

### Hydrographie
Bankoko est traversée par la rivière Mbiyo vers l'ouest du quartier. La rivière Kidjogoli fait la limite entre ce quartier et celui de Hoho.
Il y a plusieurs ruisseaux tributaires de ces rivières et d'autres, comme le ruisseau Pokwa, qui est tributaire de la rivière Kidjogoli, et le ruisseau Whada (ou Yawada), qui est tributaire de la rivière Ngezi au nord.

## Transports

### Transports routiers
Le quartier de Bankoko est traversé, entre autres, par le Boulevard Sasa.

### Transports en commun
Le quartier est pourvu de nombreux parkings de taxi-moto, qui est le moyen principal de transport des résidents.

### Transport aérien
Au nord du quartier se trouve l'aéroport de Bunia.

## Morphologie urbaine

### Avenues
Le quartier est subdivisé en 23 avenues :
- Air Zaïre
- Andisoma
- Balele 1
- Balele 2
- Chem-chem
- Dalanga
- Gety 1
- Gety 2
- Kakwa 1
- Kakwa 2
- Kondifa
- Logo 1
- Lugbara
- Maniema
- Manzikala
- Mbandaka 1
- Mbandaka 2
- Mbunya 1
- Mbunya 2
- Mont Fleuri
- de la Prison
- Zelangai na Pokwa 1
- Zelangai na Pokwa 2